# 斯賓塞·考克斯
斯賓塞·考克斯（英語：Spencer J. Cox，1975年7月11日—）是美国的一位律師和政治家，現任猶他州州長。在擔任副州長之前，考克斯曾經擔任費爾維尤的市議員和市長。

## 外部連結
- . State of Utah.   [2016-07-12]. （原始内容存档于2016-07-09）.
- Spencer Cox的X（前Twitter）
- 智慧投票计划中的傳記、投票紀錄及利益集團評級
- Campaign contributions at the National Institute for Money in State Politics
- Profile at Ballotpedia